# راینر ورنر فاسبیندر
راینر ورنر فاسبیندر (به آلمانی: Rainer Werner Fassbinder) کارگردان، فیلم‌نامه‌نویس، نمایشنامه‌نویس و بازیگر آلمانی بود. او یکی از کلیدی‌ترین فیلمسازان سینمای نوین آلمان پس از جنگ جهانی دوم به‌شمار می‌رود.

## زندگی‌نامه
راینر ورنر فاسبیندر در ۳۱ مه ۱۹۴۵ در شهر باد وریسهوفن از شهرهای ایالت بایرن به‌دنیا آمد. او تنها فرزند پدری پزشک به نام هلموت و مادری مترجم به اسم لایزولاته بود. فاسبیندر شش ساله بود که پدر و مادرش از هم جدا شدند و به این ترتیب وی مدتی نزد مادرش زندگی کرد. فاسبیندر در شهر مونیخ به دبیرستان رفت. شانزده ساله بود که تحصیل در دبیرستان را رها کرد و دو سال در دفتر پدرش کار کرد.
در سال‌های پایانی دههٔ پنجاه مدام به سینما می‌رفت و همزمان با شرکت در کلاس‌های آموزش بازیگری، نخستین فیلم‌های کوتاهش را به‌نام‌های خیابان‌گرد در سال ۱۹۶۵ و هرج و مرج کوچک در سال ۱۹۶۶ ساخت.

فاسبیندر به طرز روزافزونی به الکل و مخدر روی آورد و سرانجام در تاریخ ۱۰ ژوئن ۱۹۸۲ و در ۳۷ سالگی درگذشت.

## زندگی خصوصی
فاسبیندر با مردان و زنان رابطه جنسی داشت. او به ندرت زندگی حرفه ای و شخصی خود را از هم جدا نگه می‌داشت و به خانواده، دوستان و عاشقانش در فیلم‌هایش معروف بود. او در اوایل کار خود رابطه ای پایدار اما شکسته با ایرم هرمان، یک منشی سابق داشت که او را مجبور کرد تا بازیگر شود. فاسبیندر معمولاً او را در نقش‌های غیرجذابی انتخاب می‌کند، به ویژه در نقش همسر خیانتکار در تاجر چهار فصل و دستیار مورد آزار و اذیت خاموش در اشک‌های تلخ پترا فون کانت.
ایرم هرمان او را بت کرد، اما فاسبیندر بیش از یک دهه او را عذاب و شکنجه کرد. این شامل خشونت خانگی نیز می‌شد: "او نمی‌توانست تصور کند که من او را رد کنم، و همه چیز را امتحان کرد. او تقریباً مرا در خیابان‌های بوخوم تا سر حد مرگ کتک زد…" در سال ۱۹۷۷، هرمان با مرد دیگری رابطه‌ای عاشقانه برقرار کرد. از او حامله شد فاسبیندر از او خواستگاری کرد و به او پیشنهاد فرزندخواندگی داد. او را رد کرد.
در سال ۱۹۶۹، فاسبیندر هنگام ایفای نقش اصلی در فیلم تلویزیونی بعل به کارگردانی فولکر شلوندورف، با گونتر کافمن، بازیگر سیاهپوست باواریایی که نقش کوچکی در این فیلم داشت، ملاقات کرد. با وجود اینکه کافمن متأهل بود و دو فرزند داشت، فاسبیندر دیوانه وار عاشق او شد. آن دو شروع به یک رابطه آشفته کردند که در نهایت بر تولید بعل تأثیر گذاشت. فاسبیندر سعی کرد با انتخاب نقش‌های اصلی در فیلم‌های کافمن و خرید هدایای گران‌قیمت برای او عشق کافمن را بخرد.
کافمن از توجه لذت برد و خواستارتر شد. فاسبیندر در طول یک سال چهار لامبورگینی برای او خرید. کافمن یکی را ویران کرد و اگر نتوانستند انتظارات او را برآورده کنند، بقیه را فروخت. این رابطه زمانی به پایان رسید که کافمن با آهنگساز پیر رابن درگیر شد. پس از پایان رابطه آنها، فاسبیندر به انتخاب کافمن در فیلم‌هایش، البته در نقش‌های کوچک، ادامه داد. کافمن در ۱۴ فیلم فاسبیندر با نقش اصلی در وایتی (۱۹۷۱) ظاهر شد.
اگرچه او ادعا می‌کرد که با ازدواج به عنوان یک نهاد مخالف است، اما در سال ۱۹۷۰ فاسبیندر با اینگرید کاون، بازیگری که مرتباً در فیلم‌های او ظاهر می‌شد، ازدواج کرد. مراسم عروسی آنها در فیلمی که او در آن زمان می‌ساخت، سرباز آمریکایی بازیافت شد. رابطه تحسین متقابل آنها از شکست کامل ازدواج دو ساله آنها جان سالم به در برد. کاون در مصاحبه ای توضیح داد: «داستان ما علیرغم ازدواج یک داستان عاشقانه بود» و در مورد تمایلات جنسی شوهر سابقش افزود: «راینر یک همجنس گرا بود که به یک زن نیز نیاز داشت. به همین سادگی و به همین پیچیدگی است.» مهم‌ترین زنان زندگی فاسبیندر، ایرم هرمان، اینگرید کاون و جولیان لورنز، آخرین شریک زندگی او، از همجنس‌گرایی او ناراحت نشدند.
در سال ۱۹۷۱، فاسبیندر با ال هدی بن سالم، بربر مراکشی که سال قبل همسر و پنج فرزندش را ترک کرده بود، پس از ملاقات با او در حمام همجنس‌گرایان در پاریس، رابطه برقرار کرد. طی سه سال بعد، سالم در چندین محصول فاسبیندر ظاهر شد. شناخته شده‌ترین نقش او در نقش علی در فیلم علی: ترس روح را می‌خورد (۱۹۷۴) بود. رابطه سه ساله آنها با حسادت، خشونت و مصرف شدید مواد مخدر و الکل همراه بود. فاسبیندر سرانجام در سال ۱۹۷۴ به دلیل اعتیاد مزمن سالم به الکل و تمایل به خشونت در هنگام نوشیدن الکل، به این رابطه پایان داد. مدت کوتاهی پس از جدایی، سالم به سه نفر (هیچ‌کدام به مرگ) در برلین چاقو زد و مجبور شد به خارج از شهر قاچاق شود. سالم در نهایت راهی فرانسه شد و در آنجا دستگیر و زندانی شد. او در سال ۱۹۷۷ در حین بازداشت خود را حلق آویز کرد. اخبار خودکشی سالم برای سالها از فاسبیندر مخفی بود. او سرانجام اندکی قبل از مرگ خود در سال ۱۹۸۲ از مرگ معشوق سابقش مطلع شد و آخرین فیلم خود را به نام Querelle به سالم تقدیم کرد.
معشوقه بعدی فاسبیندر آرمین مایر بود. مایر یک قصاب سابق تقریباً بی سواد بود که سالهای اولیه خود را در یک پرورشگاه گذرانده بود. او همچنین در این دوره در چندین فیلم فاسبیندر ظاهر شد. نگاهی اجمالی به رابطه آشفته آنها را می‌توان در اپیزود فاسبیندر برای آلمان در پاییز (۱۹۷۸) مشاهده کرد. فاسبیندر در آوریل ۱۹۷۸ به این رابطه پایان داد. در هفته تولد فاسبیندر (۳۱ می)، مایر عمداً چهار بطری قرص خواب و الکل را در آشپزخانه آپارتمانی که قبلاً با فاسبیندر مشترک بود مصرف کرد. جسد او یک هفته بعد پیدا شد. en:Rainer Werner Fassbinder#cite note-99
در چهار سال آخر زندگی فاسبیندر، همراه او جولیان لورنز (متولد ۱۹۵۷)، تدوینگر فیلم‌های او در آخرین سال‌های زندگی اش بود. او را می‌توان در نقش کوچکی به عنوان منشی تهیه‌کننده فیلم در ورونیکا ووس دید. به گفته لورنز، آنها در نظر داشتند ازدواج کنند اما هرگز این کار را نکردند. اگرچه گزارش شد که آنها در آخرین سال زندگی خود از هم دور می‌شوند، اتهامی که لورنز رد کرده‌است، آنها هنوز در زمان مرگ او با هم زندگی می‌کردند.

## فعالیت تئاتری
فاسبیندر در سال ۱۹۶۷ به اکشن-تئاتر مونیخ پیوست. در آنجا به عنوان بازیگر، کارگردان و فیلمنامه‌نویس فعال بود. پس از دو ماه او رهبر شرکت شد. در آوریل ۱۹۶۸ او اولین نمایشنامه خود را کارگردانی کرد که داستان یک کارگر خارجی از یونان را روایت می‌کند که مورد تنفر شدید نژادی، جنسی و سیاسی در میان گروهی از تنبلان باواریا قرار می‌گیرد. چند هفته بعد، در ماه مه ۱۹۶۸، اکشن-تئاتر پس از اینکه تئاتر آن توسط یکی از بنیانگذاران آن که به قدرت فزاینده فاسبیندر در گروه حسادت می‌کرد، ویران شد، منحل شد. en:Rainer Werner Fassbinder#cite note-Elsaesser 301-18 آن را به سرعت به عنوان ضد تئاتر تحت رهبری فاسبیندر اصلاح شد. این گروه با هم زندگی می‌کردند و اجرا می‌کردند. این گروه نزدیک از بازیگران جوان شامل فاسبیندر، پیر رابن، هری بائر و کرت راب بود که همراه با هانا شیگولا و ایرم هرمان مهم‌ترین اعضای شرکت سهامی سینمایی او شدند. فاسبیندر با همکاری با ضد تئاتر، نویسندگی، کارگردانی و بازیگری را ادامه داد. او در مدت ۱۸ ماه ۱۲ نمایشنامه را کارگردانی کرد. از این ۱۲ نمایشنامه، چهار نمایشنامه توسط فاسبیندر نوشته شده‌است. او پنج نفر دیگر را بازنویسی کرد.
سبک کارگردانی صحنه‌ای او شباهت زیادی به فیلم‌های اولیه‌اش داشت، ترکیبی از حرکات رقص و ژست‌های ایستا، که نشانه‌های آن را نه از سنت‌های تئاتر صحنه، بلکه از موزیکال، کاباره، فیلم و جنبش اعتراضی دانشجویی می‌گرفت.
فاسبیندر پس از ساخت اولین فیلم‌های بلند خود در سال ۱۹۶۹، تلاش‌های خود را در حرفه خود به عنوان کارگردان فیلم متمرکز کرد، اما تا زمان مرگش جایگاهی متناوب در تئاتر حفظ کرد. او در تولیدات مختلف در سراسر آلمان کار کرد و در اوایل دهه ۱۹۷۰ تعدادی نمایشنامه رادیویی ساخت. در سال ۱۹۷۴ فاسبیندر کنترل کارگردانی تئاتر در فرانکفورت (TAT) را به دست گرفت. وقتی این پروژه با شکست و جنجال به پایان رسید، فاسبیندر کمتر به تئاتر علاقه‌مند شد.
به افتخار رزا فون پرونهایم، فاسبیندر نمایشنامه تقدیم به رزا فون پرونهایم را روی صحنه برد.

## فعالیت سینمایی
در حدود اندکی بیش از یک دهه فعالیت سینمایی‌اش یعنی در فاصله سال‌های ۱۹۶۹ تا ۱۹۸۲ او بیش از ۴۰ فیلم کارگردانی کرد، ضمن آن که همزمان در تئاتر و موسیقی نیز فعال بود. فعالیت حرفه‌ای خود را در تئاتر با پایه‌گذاری گروه آنتی‌تئاتر و با تأثیر از لیوینگ‌تئاتر جولیان بک آغاز کرد.
فاسبیندر در آغاز متأثر از تجربه تئاتری‌اش و نیز فیلمسازان موج نو، سبکی سرد و کمینه‌گرا به وجود آورد که نمونه‌هایش را در «عشق سردتر از مرگ است»، «کاتزلماخر» (۱۹۶۹)و یا وایتی می‌توان دید. سپس با توجه‌اش به «داگلاس سیرک»، ملودرامهای آمریکایی به عنوان منبع الهام او قرار گرفت و دایره مخاطبین‌اش را گسترده کرد. تاجر چهارفصل (۱۹۷۲) و «علی: ترس روح را می‌خورد» (۱۹۷۴) محصول این دوران‌اند.

فیلم وایتی یکی دیگر از فیلم‌های این کارگردان است که در آن به نژادپرستی، دوجنس‌گرایی و وجود رذیلت در تمام انسان‌ها می‌پردازد. در فیلم وایتی عناصر ضد تئاتری به وضوح دیده می‌شود. فاسبیندر با اینکه نقش کلیدی‌ای در سینمای آلمان داشت اما جایگاهی درخور فیلم‌هایش کسب نکرد و به او و آثارش بی‌توجهی شد، البته در بین مردم آلمان او بیش‌تر به سبب آثار تلویزیونی‌اش (از جمله «میدان الکساندر برلین») و سبک زندگی و شخصیت «متفاوت» اش شناخته شده بود.

## مضامین اصلی
بحران‌های عمیق دو جانبه روانی/اجتماعی به ویژه در ارتباط با جنسیت و اقلیت‌ها و اغلب تلفیق آن‌ها با هم در لابه‌لای زندگی روزمره در آثارش به وفور به چشم می‌خورند، اما هم جنس گرایی و اقلیت‌های جنسی در چهار فیلم از آثار او به ویژه بدل به مضمونی روشن می‌شود. «اشک‌های تلخ پترا فون کانت» (۱۹۷۲) که به زندگی یک طراح مُد و رابطه او با دستیارش می‌پردازد، «فاکس و دوستانش» (۱۹۷۴) که صریح‌ترین بیان هم جنس گرایی در جامعه معاصر را با بازی خود فیلمساز به تصویر می‌کشد. «در سالی با ۱۳ ماه» (۱۹۷۸) دربارهٔ یک ترنس و سرگردانی او بین دو جنس است؛ و سرانجام «کرل» (۱۹۸۲) اقتباسی دیدنی از نمایش «ژان ژنه» به همین نام.
با همه این تفاسیر می‌توان گفت آلمان به‌طور کلی دست‌مایه اصلی کارهای اوست. فاسبیندر فیلم یا نمایشنامه‌ای ندارد که به آلمان مربوط نشود. بسیاری از منتقدان او را از نظر پرداختن مفصل به آلمان با هاینریش بل مقایسه می‌کنند.

## آثار
| سال  | عنوان فارسی              | عنوان انگلیسی                      |
| ---- | ------------------------ | ---------------------------------- |
| ۱۹۶۹ | عشق سردتر از مرگ است     | Love Is Colder Than Death          |
| ۱۹۶۹ | دلال محبت                | Katzelmacher                       |
| ۱۹۷۰ | سرباز آمریکایی           | The American Soldier               |
| ۱۹۷۱ | وایتی                    | Whity                              |
| ۱۹۷۱ | تاجر چهارفصل             | The Merchant of Four Seasons       |
| ۱۹۷۲ | اشک‌های تلخ پترا فون کانت | The Bitter Tears of Petra von Kant |
| ۱۹۷۳ | نورا هلمر                | Nora Helmer                        |
| ۱۹۷۳ | مارتا                    | Martha                             |
| ۱۹۷۴ | علی: ترس روح را می‌خورد   | Ali: Fear Eats the Soul            |
| ۱۹۷۴ | افی بریست                | Effi Briest                        |
| ۱۹۷۵ | فاکس و دوستانش           | Fox and His Friends                |
| ۱۹۷۵ | ترس از ترس               | Fear of Fear                       |
| ۱۹۷۶ | رولت چینی                | Chinese Roulette                   |
| ۱۹۷۸ | ناامیدی                  | Despair                            |
| ۱۹۷۸ | در سالی با سیزده قمر     | In a Year With 13 Moons            |
| ۱۹۷۹ | ازدواج ماریا براون       | The Marriage of Maria Braun        |
| ۱۹۸۰ | میدان الکساندر برلین     | Berlin Alexanderplatz              |
| ۱۹۸۱ | لی‌لی مارلین              | Lili Marleen                       |
| ۱۹۸۱ | لولا                     | Lola                               |
| ۱۹۸۲ | ورونیکا فوس              | Veronika Voss                      |
| ۱۹۸۲ | کرل                      | Querelle                           |

### نمایشنامه‌ها
| سال  | عنوان فارسی                                              | عنوان انگلیسی                      |
| ---- | -------------------------------------------------------- | ---------------------------------- |
| ۱۹۶۶ | فقط یک تکه نان (ترجمه شده به فارسی محمود حسینی‌زاد، ۱۳۹۵) | Only a Slice of Bread              |
| ۱۹۶۶ | قطرات آب بر سنگ‌های سوزان (فیلم شده توسط فرانسوا اوزون)   | Water Drops on Burning Rocks       |
| ۱۹۶۸ | دلال محبت (ترجمه به فارسی جاهد جهانشاهی، ۱۳۸۴)           | Katzelmacher                       |
| ۱۹۶۸ | آژاکس (بر اساس نمایشنامه‌ای به همین نام نوشته سوفوکل)     | Ajax                               |
| ۱۹۶۸ | سرباز آمریکایی                                           | The American Soldier               |
| ۱۹۶۹ | هرج‌ومرج در بایرن                                         | Anarchy in Bavaria                 |
| ۱۹۶۹ | قهوه‌خانه (بر اساس نمایشنامه‌ای از کارلو گولدونی)          | Coffeehouse                        |
| ۱۹۶۹ | گرگ‌نما                                                   | Werewolf                           |
| ۱۹۷۱ | خون در گلوی گربه (ترجمه به فارسی جاهد جهانشاهی، ۱۳۸۴)    | Blood on a Cat’s Neck              |
| ۱۹۷۱ | اشک‌های تلخ پترا فون کانت                                 | The Bitter Tears of Petra von Kant |
| ۱۹۷۱ | آزادی بره‌من                                              | Bremen Freedom                     |
| ۱۹۷۳ | بی‌بی (بر اساس نمایشنامه‌ای از هاینریش مان)                | Bibi                               |
| ۱۹۷۵ | آشغال، شهر و مرگ                                         | Garbage, the City and Death        |

## فاسبیندر در ایران
نمایش خون در گلوی گربه (به انگلیسی Blood on the Cat's Neck) در سال ۱۳۹۶ بر اساس نمایش‌نامه فاسبیندر اجرا شد. این تئاتر را محسن معینی کارگردانی کرده و نگین میرحسنی واحد تهیه‌کننده آن بوده‌است.

## جنجال‌ها
رسوایی‌ها و جنجال‌های رسانه ای باعث شد که فاسبیندر در آلمان به‌طور دائم در اخبار حضور داشته باشد و در مصاحبه‌ها اظهارات تحریک آمیز حساب شده‌ای داشته باشد. آثار او اغلب نقدهای متفاوتی را از سوی منتقدان ملی دریافت می‌کرد، که بسیاری از آنها تنها پس از آنکه مطبوعات خارجی از او به عنوان یک کارگردان بزرگ استقبال کردند، شروع به جدی گرفتن او کردند. en:Rainer Werner Fassbinder#cite note-105
در مطبوعات مکرراً در مورد سبک زندگی او افشاگری می‌شد و گروه‌هایی که فیلم‌هایش به آنها توهین می‌کرد، از همه طرف حمله می‌شد. مجموعه تلویزیونی او «هشت ساعت روز نمی‌سازد» پس از فشار محافظه‌کاران از هشت قسمت به پنج قسمت کاهش یافت. نمایشنامه نویس فرانتس زاور کروتز به دلیل اقتباس فاسبیندر از نمایشنامه خود طعمه زندان شکایت کرد و ادعا کرد که این نمایشنامه زننده است. لزبین‌ها و فمینیست‌ها فاسبیندر را به زن ستیزی (در معرفی زنان به عنوان شریک در ظلم و ستم خود) در «تصاویر زنان» او متهم کردند. اشک تلخ پترا فون کانت توسط برخی از منتقدان فمینیست و همجنسگرا به عنوان همجنسگرا و همجنسگرایانه ذکر شده‌است. en:Rainer Werner Fassbinder#cite note-Watson 25-106
منتقدان همجنس‌گرا همچنین از فاکس و دوستانش انتقاد کردند که همجنس‌بازی را در جامعه بورژوایی به‌طور مثبت به تصویر نمی‌کشند و احساس می‌کردند فاسبیندر به آنها خیانت کرده‌است. en:Rainer Werner Fassbinder#cite note-Watson 25-106 محافظه کاران به او به خاطر ارتباطش با چپ افراطی حمله کردند. مارکسیست‌ها گفتند که او اصول سیاسی خود را در تصویرسازی‌هایش از دستکاری‌های روشنفکر چپ در سفر بهشت مادر کوسترز و یک تروریست دیرشکفته در نسل سوم فروخته‌است. الکساندر پلاتز برلین در میان شکایات گسترده مبنی بر نامناسب بودن آن برای کودکان به یک محل تلویزیون در اواخر شب منتقل شد. شدیدترین انتقادها برای نمایشنامه سطل زباله، شهر و مرگ او وارد شد، که اجرای برنامه‌ریزی شده آن در تئاتر آم تورم فرانکفورت در اوایل سال ۱۹۷۵ به دلیل اتهام یهودی‌ستیزی لغو شد. در این آشفتگی، فاسبیندر از مدیریت آن مجموعه تئاتری معتبر استعفا داد و شکایت کرد که از نمایشنامه سوء تعبیر شده‌است. این نمایشنامه دربارهٔ یک تاجر یهودی بی‌وجدان و بسیار حریص در فرانکفورت است که بی‌رحمانه از احساس گناه آلمان در مورد هولوکاست استفاده می‌کند تا خود را ثروتمند کند. اگرچه در آن زمان منتشر شد، و به سرعت کنار رفت، اما این نمایشنامه تا پنج سال پس از مرگ فاسبیندر توسط تئاتر دزد در سال ۱۹۸۷ در ABC No Rio اجرا نشد.

## مرگ
فاسبیندر در زمان ساخت آخرین فیلم خود، Querelle (1982)، مقادیر قابل توجهی مواد مخدر و الکل مصرف می‌کرد. در شب ۹–۱۰ ژوئن ۱۹۸۲، ولف گرم، کارگردان فیلم کامیکازه ۱۹۸9 (1982)، که فاسبیندر در آن بازی کرد، در آپارتمان خود اقامت داشت. اوایل آن شب، فاسبیندر به اتاق خواب خود رفت. او در حال کار بر روی یادداشت‌هایی برای فیلم آینده به نام رزا ال، بر اساس زندگی سوسیالیست انقلابی لهستانی-آلمانی رزا لوکزامبورگ بود. فاسبیندر در حال تماشای تلویزیون بود که در حال مطالعه بود که کمی بعد از ساعت ۱ بامداد، از دوست و دستیارش هری بائر تماس تلفنی دریافت کرد. در ساعت ۳:۳۰ بامداد، هنگامی که جولین لورنز به خانه رسید، صدای تلویزیون را در اتاق فاسبیندر شنید، اما نمی‌توانست صدای خروپف او را بشنود. اگرچه اجازه نداشت بدون دعوت وارد اتاق شود، اما او وارد اتاق شد و بدن بی جان او را در حالی که سیگاری هنوز بین لبانش بود، کشف کرد. نوار نازکی از خون از یک سوراخ بینی چکید. en:Rainer Werner Fassbinder#cite note-112
فاسبیندر در اثر مصرف بیش از حد کوکائین en:Rainer Werner Fassbinder#cite note-113 و باربیتورات‌ها درگذشت. یادداشت‌های روزا ال در کنار جسد او پیدا شد. en:Rainer Werner Fassbinder#cite note-Watson 1-111 بقایای او در Bogenhausener Friedhof در مونیخ به خاک سپرده شد.